# Sebastian Eberl
Sebastian Eberl (* 7. August 1909 in Wendelskirchen bei Dingolfing; † 2. März 1982 in Fürstenfeldbruck) war ein SS-Hauptscharführer und Lagerführer des Außenlagers Mettenheim „M 1“ des KZ-Außenlagerkomplexes Mühldorf sowie stellvertretender Lagerführer des KZ-Außenlagerkomplexes München-Allach (BMW). In diesen beiden Außenlagern des KZ Dachau war er wegen seiner besonderen Grausamkeit als „hinkender Teufel“ und „Genickschusskommissar“ bekannt.
Er wurde als Sohn des Metzgermeisters Johan Batist Eberl in Wendelskirchen geboren und hatte zwei Brüder, einen Halbbruder aus einer späteren Ehe seiner Mutter sowie eine Schwester. Der pflegebedürftige, leibliche Vater starb bereits im Alter von 35 Jahren an den Folgen einer kriegsbedingten Senfgas-Vergiftung. Nach dem Besuch der Volksschule absolvierte Eberl eine Lehre im Handwerk und war anschließend zumindest Zeitweise arbeitslos. Die Mutter Anna Eberl, geb. Kain, später Schachtner wanderte nach einer gescheiterten, zweiten Ehe 1932 alleine in die USA aus. Dabei ließ sie den 12-jährigen, jüngeren Halbbruder Sebastian Eberls, Johann, in Deutschland zurück.
Eberl trat zum 1. Mai 1933 der SS  und der NSDAP bei (SS-Nummer 87.541, Parteinummer 3.447.096). Ab 1934 war er im Rang eines SS-Rottenführers Leiter des Erkennungsdienstes im KZ Dachau. Für diese Aufgabe erhielt der gelernte Konditor eine Schulung durch das Münchner Polizeipräsidium. Nach Zeitzeugenberichten war er zu dieser Zeit auch am SS-Schießplatz Hebertshausen an der massenhaften Ermordung von sowjetischen Kriegsgefangenen beteiligt. Diese besonders bestialischen Exekutionen kommentierte er mit Worten wie „Morgen haben wir wieder Schützenfest“. Vor Gefangenen prahlte er im Anschluss regelrecht damit, wieder einige von ihnen „umgemacht“ zu haben. Im Außenlager Allach war Eberl, nach längeren Lazarettaufenthalten, zunächst als Lagerschreibstubenführer tätig, wurde aber schnell Stellvertreter des berüchtigten Lagerführers Josef Jarolin, mit dem er bereits die Erschießungen an den sowjetischen Kriegsgefangenen durchgeführt hatte. Aus dieser Zeit sind zahlreiche willkürliche Morde in den ihnen unterstehenden Baukommandos belegt. So wurden über 50 Häftlinge erhängt, einige erschossen, lebendig einbetoniert oder in einer Kloakengrube ertränkt.
Eberl wurde, u. a. aufgrund einer behaupteten Erkrankung (Multiple Sklerose), Jahre nach dem Ende der NS-Herrschaft zwar mehrfach vernommen, aber nicht verurteilt. Bei diesen Vernehmungen bestätigte er auch die katastrophalen Verhältnisse, die unter seiner Führung (ab Sommer 1944) im KZ-Außenlagerkomplex Mühldorf herrschten: „Es fehlten jegliche sanitäre Anlagen“ und „es war nur eine Wasserstelle vorhanden“. Heizmöglichkeiten gab es ebenfalls nicht. Das Verfahren wurde noch vor seinem Tod durch die bundesdeutsche Staatsanwaltschaft eingestellt. Unmittelbar nach der Befreiung versteckte er sich zeitweise bei Verwandten in Niederbayern, um seiner Verhaftung durch die Besatzungsbehörden zu entgehen. Später war der zweifache Familienvater unter anderem als Fuhrunternehmer tätig. Er lebte bis mindestens Mitte der 1970er Jahre unbehelligt in der unmittelbaren Umgebung der Gedenkstätte Dachau (Friedensstraße). Seine gepflegte Grabstätte befindet sich im nahe gelegenen Widenzhausen.
Unter den Häftlingen, die unter ihm leiden mussten, war auch der Autor, Maler und Vizepräsident des Internationalen Dachau-Komitees Max Mannheimer. Dieser beschreibt in seinem Buch Drei Leben: Erinnerungen wie sich Eberl kurz vor Kriegsende „Erleichterungen“, die er Häftlingen gewährte, schriftlich bestätigen ließ, um sich später reinwaschen zu können. Der leibliche Bruder von Sebastian Eberl, sowie eine Schwägerin waren in der nahegelegenen SS-Hauptreitschule München tätig.